# My Favorite Songwriter: Porter Wagoner
My Favorite Songwriter: Porter Wagoner är ett studioalbum av Dolly Parton, släppt i september 1972, med låtar skrivna av hennes duettpartner Porter Wagoner. Albumet nådde som högst placeringen # 33 på USA:s countrylistor, medan singeln "Washday Blues" nådde placeringen # 20. "When I Sing for Him" är en gospelsång som släpptes på singel men inte nådde listorna. "Lonely Comin' Down" låg även på albumet Jolene 1974 och låg senare (liksom "When I Sing For Him") på samlingsalbumet Best of Dolly Parton.
På albumomslaget har Dolly Parton skrivit själv (samma år skrev hon även på Skeeter Davis album med Dolly Parton-låtar, "Skeeter Sings Dolly".

## Låtlista
1. "Lonely Comin' Down"
2. "Do You Hear The Robins Sing"
3. "What Ain't To Be, Just Might Happen"
4. "The Bird That Never Flew"
5. "Comes And Goes"
6. "Washday Blues"
7. "When I Sing for Him"
8. "He Left Me Love"
9. "Oh, He's Everywhere"
10. "Still On Your Mind"